# Автошлях B12 (Німеччина)
Федеральний автошлях 12 (B12, нім. Bundesstraße 12)  — німецька федеральна дорога, від Ліндау через Мюнхен і Пассау до Філіппсройта на чеському кордоні, де зливається з чеською державною дорогою I/4 до Праги.